# Mihai Bucovală
Mihai Bucovală (n. 3 iunie 1939, Gargalâc, Bulgaria  - d. 8 ianuarie 2000, Constanța, România) a fost un arheolog, specializat domeniul cercetării produselor de sticlă din antichitate, mai exact în materialul vitric roman. De asemenea, a adus contribuții referitoare la arheologia orașului Tomis în epoca elenistică și romană timpurie.

## Familia
Mihai Bucovală a fost cel de-al patrulea copil al familiei lui Ion Bucovală, un țăran colonist stabilit în Gargalâc, Bulgaria. Prin schimbul de populație din anul 1940, întreaga familie s-a stabilit la Constanța.

## Studii
În Constanța, a urmat cursurile claselor primare și gimnaziale între anii 1946-1953 și apoi liceale, în cadrul Liceului „Mircea cel Bătrân” din Constanța. Între anii 1958-1963 a fost student al Facultății de Istorie din Universitatea București, în cadrul căreia a optat pentru specializarea „istorie veche și arheologie”, în timpul studiilor acesta făcându-și practica pe șantierele arheologice de la Histria și de la Păcuiul lui Soare.

În anul 1968 se înscrie la studiile doctorale, la Facultatea de Istorie și Filosofie din cadrul Universității Babeș-Bolyai din Cluj-Napoca. A elaborat teza „Sticla de epocă romană în România”, avându-l coordonator pe academicianul Constantin Daicoviciu, susținută la 2 iunie 1977.

## Viața și Activitatea
După terminarea facultății, Mihai Bucovală a fost repartizat la Muzeul de Arheologie din Constanța, ocupând postul de îndrumător și muzeograf din anul 1963 până în anul 1967. Din anul 1967 până în anul 2000 a fost șef de secție la aceeași instituție. În același timp, a fost și membru activ al Asociației Internaționale pentru Studiul Sticlei Antice din Liege, dar și al Societății de Studii Clasice.  A participat la cercetări arheologice, unele cu caracter de „salvare”, atât la Tomis, cât și la Mangalia, Capidava, Hârșova, Ostrov, Păcuiul lui Soare, Corbul de Jos sau Ovidiu.  A fost responsabil de șantierul arheologic Ovidiu-quadriburgium între anii 1979-1999.

A beneficiat de burse pentru efectuarea unor stagii de specialitate la: Ravenna (1972), Salonic (1974), Frankfurt am Main (1989). A participat la Congrese de specialitate organizate în: Franța (1971), Belgia (1973), Anglia (1979), Austria (1986) și Germania (1973 și 1988).  Mihai Bucovală rămâne până în prezent unul dintre cei mai buni cunoscători ai sticlei antice de pe teritoriul României.

## Lucrări Publicate
Cărți:
1. Necropole elenistice la Tomis, București, 1967.
2. Vase antice de sticlă la Tomis, București, 1968.

Studii și articole publicate în străinătate:
1. Découvertes arhéologiques recentes de verre en Roumnanie, în „Bulletin de l'Association Internaționale pour l'Historie du Verre" (AIHV), nr. 8, Liege, 1978.
2. Pieces romaines d'importation sur littoral ouest-pontique, în „Annales du 8-e Congres de l' AIHV", Liege, 1980.
3. Découvertes archéologiques récentes de vere en Roumanie, în „Bulletin de I' AIHV", nr. 9, Liege, 1983.
4. Roman Glass Vessels discovered in Dobroudja, în „Journal of Glass Studies", vol. 26, The Corning Museum of Glass, New York, 1984.
5. Römische Bronze figuren aus der Sammlung des Museum für Nationalgeschichte und Archäologie in Konstantza, în „Griechisch und römische Statuetten und Großbronzen", Viena, 1988.
6. Résultats des recherches des casques militaires a masques en bronze découvertes dans la région du Bas-Danube, în „Abteilung fur Provinzialrömische Archäologie der Albert-Ludwigs Universität Freiburg", Freiburg im Bresgau, 1988.

Lucrări de popularizare:
1. Edificiul roman cu mozaic din Tomis, București, 1974 și 1990 (cu versiuni în limbi de circulație internațională).
2. Histria, București, 1974 și 1990 (cu versiuni în limbi de circulație internațională).
3. Orașul antic Troesmis, în „File din istorie unui vechi ținut românesc", I, Constanța, 1975, p. 119-135.